# وبگاه آینه‌ای
وبگاه‌های آینه‌ای (انگلیسی: Mirror site) یا آینه‌ها نسخهٔ بدل دیگر وبگاه‌ها هستند. مفهوم Mirroring برای خدمات شبکه‌ای قابل دسترسی از طریق هر پروتکلی مانند پروتکل انتقال ابرمتن (HTTP) یا پروتکل انتقال فایل (FTP) کاربرد دارد. هدف اصلی آینه‌ها در بسیاری اوقات کاهش ترافیک شبکه، بهبود سرعت دسترسی، یا اطمینان از در دسترس بودن سایت اصلی به دلایل فنی یا سیاسی است. این وبگاه‌ها نشانی متفاوت از نسخهٔ اصلی دارند، اما محتوای یکسان یا تقریباً یکسان را میزبانی می‌کنند. آینه‌ها همچنین می‌تواند به عنوان پشتیبان بی‌درنگ عمل کند. وبگاه‌های آینه‌ای به ویژه در کشورهای در حال توسعه، جایی که دسترسی به اینترنت ممکن است کندتر یا کمتر قابل اعتماد باشد پُراهمیت هست.
وبگاه‌های آینه به شدت در اوایل ظهور اینترنت مورد استفاده قرار می‌گرفت. زمانی که اکثر کاربران از طریق دایل-آپ دسترسی داشتند و ستون‌فقرات اینترنت پهنای باندش بسیار پایین‌تر از امروز بود، یک شبکه آینه‌ای جغرافیایی محلی یک مزیت ارزشمند بود. برخی از این شبکه‌ها مانند توکاوز دیگر فعال نیستند یا بخش‌های دانلود آینه‌ای خود را حذف کرده‌اند، اما برخی مانند سیپن یا آینه‌های بسته دبیان هنوز در سال ۲۰۲۳ فعال هستند.

## نمونه‌ها
نمونه‌هایی از وبسایت‌ها با آینه‌های قابل‌توجه عبارتند از کیک‌اس تورنتس، پایرت بی، ویکی‌لیکس، وبگاه آژانس حفاظت محیط زیست ایالات متحده آمریکا، و ویکی‌پدیا.